# Marcas da Vida (single)
Marcas da Vida é um single do cantor e compositor Pr. Lucas, parte do álbum Pintor do Mundo, lançado em abril de 2018 pela gravadora MK Music, com produção musical de Josué Godoi.
A canção é autoral e é a segunda música de trabalho do álbum, e conta com influências de música cristã contemporânea. É também trilha sonora do filme Nada a Perder, que narra a história do bispo Edir Macedo, fundador da Igreja Universal do Reino de Deus, e exibiu imagens do filme ao redor do cantor cantando/tocando a canção num piano, gravado nos estúdios da RecordTV.
O videoclipe foi lançado no dia 17 de abril do mesmo ano e ganhou mais de 100 mil visualizações no YouTube.